# Малоян, Грант
Грант Малоян (араб. هرانت مالويان‎, англ. Hrant Maloyan, также известный как Hrant Bek; 29 ноября 1896, Константинополь, Османская империя — 1978) — главнокомандующий Сил внутренней безопасности Сирии (1945-1949).

## Биография
Родился в Константинополе (по другим данным в Муше).
Учился в монастыре Мхитаристов в Венеции.
Затем Малоян окончил военное училище в Константинополе, а в 1916 году отправился на фронт в составе 53-й дивизии Османской армии в звании старшего лейтенанта.
В 1918 году, до объявления прекращения огня в Первой мировой войне и ухудшения положения османской армии, Малоян был захвачен арабскими войсками в районе Даръа.
Но спастись ему удалось не простым путём: избежав, он шёл всю ночь, а днём пытался спать и отдыхать, и в таком состоянии он оставался до тех пор, пока не добрался до Бейрута, где пополнил ряды вновь сформированного армянского добровольческого отряда.
Помимо родного армянского, Малоян владел также турецким, французским, английским, итальянским и греческим языками, что помогло ему быстро подняться по карьерной лестнице.
Во время оккупации Киликии французской армией в 1918 году Грант Малоян был отправлен туда и назначен при французском губернаторе помощником жандармерии.
В ходе боёв, защищая Киликию, он внёс действенный вклад в сражения при Мараше и Амане. Генерал-губернатор и Верховный главнокомандующий французскими войсками в Адане генерал Бермон, а также командующие Норман и Дюфе выразили своё восхищение военными возможностями, которыми обладал Малоян.
Во время французского оккупационного правления, сирийской армии не было. Силы внутренней безопасности играли лишь роль защиты Родины и поддержания безопасности и стабильности. В рамках этой категории Грант Малоян год за годом рос и поднимался по своим должностям, пока заслуженно не получил должность главнокомандующего жандармерией.
Умер в 1978 году. Похороны были проведены в Армянской католической церкви в Дамаске под покровительством и участием епископа Дамаска Юсефа Арнаутяна.